# 松原正毅
松原 正毅（まつばら まさたけ、1942年3月15日 - ）は、日本の社会人類学者。国立民族学博物館名誉教授、総合研究大学院大学名誉教授。元大阪外国語大学理事。専門は社会人類学・遊牧社会論。

## 経歴
広島市出身、愛媛県松山市育ち。1960年3月に 愛光高等学校を卒業し、京都大学文学部へ進む。1965年3月、同大学文学部を卒業（考古学）。1967年3月 京都大学大学院文学研究科修士課程修了、1970年3月 京都大学大学院文学研究科博士課程中退。
生前の司馬遼太郎との親交があり、これが縁で2007年4月に開館した坂の上の雲ミュージアム館長を務めている（2017年3月末まで）。

## 職歴
＜主な出典：＞
- 1971年10月 京都大学人文科学研究所助手
- 1975年10月 国立民族学博物館助教授
- 1991年4月 国立民族学博物館教授（第一研究部）
- 1994年 国立民族学博物館地域研究企画交流センター長
- 2002年5月 国立民族学博物館民族社会研究部教授
- 2005年3月 国立民族学博物館退職
- 2005年4月 国立民族学博物館名誉教授
- 2005年4月 総合研究大学院大学名誉教授

### 学外における役職
- 1996年11月 司馬遼太郎記念財団監事 / 2012年より 常務理事[4][10]
- 2004年4月 大阪外国語大学理事（2007年9月まで）
- 2007年4月　坂の上の雲ミュージアム館長（2017年3月まで）

### 主な受賞歴
- 1976年　流沙海西奨学会賞 - 論文「#トルコの村の家族と親族：南西アナトリアの一村の事例から」
- 1991年　アジア・太平洋賞特別賞 - 角川書店刊『遊牧民の肖像』 [11]
- 1994年　大同生命地域研究奨励賞 -「トルコ系遊牧民における文化人類学的研究の推進」に対して[12]

## 著書

### 単著
- 『遊牧の世界：トルコ系遊牧民ユルックの民族誌から』（中公新書 上・下、1983年 / 上下の文庫版：中公文庫、1998年）　
  - 再刊：平凡社〈平凡社ライブラリー 520〉、2004年
- 『青蔵紀行：揚子江源流域をゆく』（中央公論社、1988年 / 中公文庫、1992年）
- 『トルコの人びと：語り継ぐ歴史のなかで』（日本放送出版協会〈NHKブックス〉、1988年）
- 『遊牧民の肖像』（角川書店［角川選書］、1990年）※アジア・太平洋賞特別賞 受賞
- 『風景の発見：地域研究序説』（<リキエスタ>の会：トランスアート市谷分室(発売)、編集:平凡社、2001年）
- 『カザフ遊牧民の移動：アルタイ山脈からトルコへ 1934-1954』（平凡社、2011年）
- 『遊牧の人類史：構造とその起源』（岩波書店、2021年）

### 編著
- 『人類学とは何か：言語・儀礼・象徴・歴史』（日本放送出版協会、1989年）
- 『王権の位相』（弘文堂、1991年）
- 『世界民族問題事典』（松原編集代表 / 梅棹忠夫 監修）（平凡社、1995年 / 新訂増補版 2002年）
- 『地域研究論集』Vol.1 No.1（平凡社、1997年）[1]
- 『地鳴りする世界：9・11事件をどうとらえるか』（恒星出版、2002年）
- 『中央アジアの歴史と現在：草原の叡智』〈アジア遊学 243〉（勉誠出版、2020年）

### 共編著
- （永田雄三）『牧畜民』（東洋経済新報社、1984年）
- （岩田慶治・栗田靖之）『子どもの世界：39冊のフィールド・ノートから』（くもん出版、1985年）
- （梅棹忠夫）『統治機構の文明学』（中央公論社、1986年）
- （松本征夫）『遥かなる揚子江源流』（日本放送出版協会、1987年）
- （小杉泰・臼杵陽）『岐路に立つ世界を語る：9・11以後の危機と希望』（平凡社、2002年）
- （小長谷有紀・楊海英）『ユーラシア草原からのメッセージ：遊牧研究の最前線』（平凡社、2005年）

### 論文
- 「トルコの村の家族と親族：南西アナトリアの一村の事例から」『人文学報』39号、p.161-244（京都大学人文科学研究所、1975年3月）
  - 再録：『アジア文化史論叢 3』流沙海西奨学会 編（山川出版社、1979年）※「流沙海西奨学会」の授賞論文集[13]全国書誌番号:80000247